# Rolf Meyn (Amerikanist)
Rolf Meyn (* 30. Dezember 1935 in Geesthacht; † 1. Januar 2025) war ein deutscher Amerikanist und Hochschullehrer.

## Leben
1955 legte Rolf Meyn sein Abitur in Hamburg ab. Von 1955 bis 1960 studierte er Anglistik, Amerikanistik, Geographie und Erziehungswissenschaften an der Universität Hamburg und an der Temple University in Philadelphia (USA). Von 1960 bis 1971 war er im Hamburger Schuldienst beschäftigt, dabei von 1968 bis 1971 als Schulleiter und Rektor. Nach der Promotion 1968 zum Dr. phil. in Hamburg und der Habilitation 1982 ebenda war er dort von 1982 bis 1995 Professor für Englische Philologie mit besonderer Berücksichtigung der Sprache und Kultur Nordamerikas. Von 1995 bis 2002 war er Professor für Nordamerikanische Literatur und Kultur in Rostock.
In seiner Forschung beschäftigte er sich vor allem mit Phänomenen der Weltliteratur. Neben der Kunst und Literatur Nordamerikas war er auch der europäischen Literatur zugewandt. So galt er als einer der wenigen Kenner der Werke des niederländischen Schriftstellers Heinrich Burmester und veröffentlichte 2011 einen Beitrag zu diesem in einem Sammelband.
Meyn starb am 1. Januar 2025 im Alter von 90 Jahren.

## Schriften (Auswahl)
- „American Experience“ im Werk Melvilles. Studien zur modernen amerikanischen Literaturkritik. Hamburg 1968, OCLC 989524456 (Dissertation).
- Die „Rote Dekade“. Studien zur Literaturkritik und Romanliteratur der dreißiger Jahre in den USA. Hamburger Buchagentur, Hamburg 1980, ISBN 3-922573-00-2.